# Margny-lès-Compiègne
Margny-lès-Compiègne is een gemeente in het Franse departement Oise (regio Hauts-de-France). De plaats maakt deel uit van het arrondissement Compiègne. Margny-lès-Compiègne telde op 1 januari 2022 8.700 inwoners.

## Geografie
De oppervlakte van Margny-lès-Compiègne bedroeg op 1 januari 2022 6,66 vierkante kilometer; de bevolkingsdichtheid was toen 1.306,3 inwoners per km².

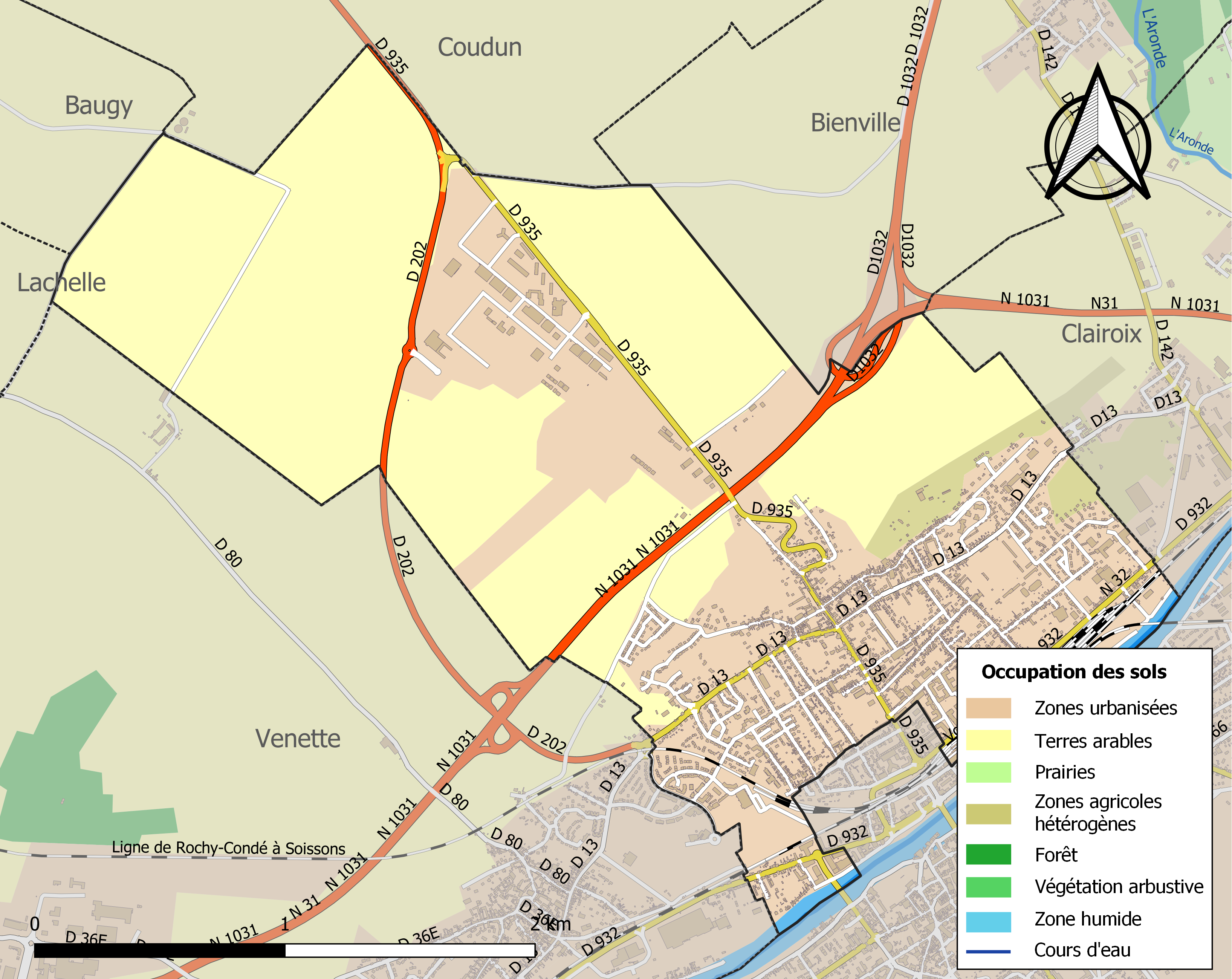
Kaart van de gemeente met belangrijkste infrastructuur, bodemgebruik en omliggende gemeenten

## Demografie
Onderstaande figuur toont het verloop van het inwonertal (bron: INSEE-tellingen).

## Geboren in Margny-lès-Compiègne
- François Leterrier (1929-2020), filmregisseur